# لوکاس گتی
لوکاس گتی (انگلیسی: Lucas Gatti؛ زادهٔ ۱۴ فوریهٔ ۱۹۷۸) بازیکن فوتبال اهل آرژانتین است.
از باشگاه‌هایی که در آن بازی کرده‌است می‌توان به باشگاه فوتبال داندی، باشگاه فوتبال بوکا جونیورز، و باشگاه فوتبال آرژانتینوس جونیورز اشاره کرد.